# Риу-Азул
Риу-Азул (порт. Rio Azul) — муниципалитет в Бразилии, входит в штат Парана. Составная часть мезорегиона Юго-восток штата Парана. Входит в экономико-статистический микрорегион Ирати. Население составляет 13 479 человек на 2006 год. Занимает площадь 629,739 км². Плотность населения — 21,4 чел./км².

## История
Город основан в 1918 году.

## Статистика
- Валовой внутренний продукт на 2003 год составляет 111 405 838,00 реалов (данные: Бразильский институт географии и статистики).
- Валовой внутренний продукт на душу населения на 2003 год составляет 8395,32 реалов (данные: Бразильский институт географии и статистики).
- Индекс развития человеческого потенциала на 2000 год составляет 0,738 (данные: Программа развития ООН).

## География
Климат местности: умеренный. В соответствии с классификацией Кёппена, климат относится к категории Cfa.